# Левківська сільська рада (Тульчинський район)
| Левківська сільська рада — колишній орган місцевого самоврядування у Тульчинському районі Вінницької області з адміністративним центром у с. Левківці. Сільській раді підпорядковані населені пункти: - с. Левківці - с. Бурдії |

## Склад ради
Рада складалася з 12 депутатів та голови.

## Керівний склад сільської ради
| ПІБ                     | Основні відомості                                                                       | Дата обрання | Дата звільнення |
| ----------------------- | --------------------------------------------------------------------------------------- | ------------ | --------------- |
| Івашкевич Ніна Іванівна | Сільський голова, 1957 року народження, освіта, позапартійна                            | 26.03.2006   | 31.10.2010      |
| Івашкевич Ніна Іванівна | Сільський голова, 1957 року народження, освіта середня спеціальна, член Партії регіонів | 31.10.2010   | 16.12.2012      |
| Козачко Олег Петрович   | Сільський голова, 1978 року народження, освіта вища, безпартійний                       | 16.12.2012   |                 |

Примітка: таблиця складена за даними джерела